# Кикапу Сајт 5 (Канзас)
Кикапу Сајт 5 (енгл. Kickapoo Site 7) насељено је место без административног статуса у америчкој савезној држави Канзас.

## Демографија
По попису из 2010. године број становника је 66.
| Група             | 2000.    | 2010.    |
| Белци             | 0 (0,0%) | 3 (4,5%) |
| Афроамериканци    | 0 (0,0%) | 0 (0,0%) |
| Азијати           | 0 (0,0%) | 0 (0,0%) |
| Хиспаноамериканци | 0 (0,0%) | 4 (6,1%) |
| Укупно            | 0        | 66       |